# Ghaziabád
Ghaziabád (hindsky ग़ाज़ियाबाद, urdsky غازی آباد‎ – Gházijábád) je město v Uttarpradéši, jednom ze svazových států Indie. K roku 2011 měl samotný Ghaziabád přibližně 1,6 miliónu obyvatel, celá jeho aglomerace měla přes 2,3 miliónu obyvatel.
Ghaziabád sám je přitom satelitním městem Dillí, od jehož centra je vzdálen přibližně třicet kilometrů severovýchodně. Je hlavním městem stejnojmenného okresu. Přes město protéká řeka Hindon, která jej dělí na dvě části.